# Egil Nygård
Egil Nygård – norweski biathlonista. Największy sukces w karierze osiągnął w 1963 roku, kiedy wspólnie z Jonem Istadem i Olavem Jordetem zdobył brązowy medal w drużynie na mistrzostwach świata w Seefeld in Tirol. Na tych samych mistrzostwach zajął również 21. miejsce w biegu indywidualnym. Były to jego jedyne starty na imprezach tego cyklu. Nigdy nie wziął udziału w igrzyskach olimpijskich. Nigdy nie wystąpił w zawodach Pucharu Świata.

## Osiągnięcia

### Mistrzostwa świata
| Rok  | Miejscowość      | Konkurencje | Konkurencje | Konkurencje | Konkurencje | Konkurencje | Konkurencje | Konkurencje |
| Rok  | Miejscowość      | IN          | SP          | PU          | MS          | RL          | MR          | SR          |
| ---- | ---------------- | ----------- | ----------- | ----------- | ----------- | ----------- | ----------- | ----------- |
| 1963 | Seefeld in Tirol | 21.         | nd.         | nd.         | nd.         | 3.          | nd.         | –           |